# Ép buộc
Ép buộc hay cưỡng chế là việc buộc người khác phải hành động một cách không tự nguyện bằng cách sử dụng đe dọa hoặc vũ lực. Nó liên quan đến một loạt các hành động mạnh mẽ khác nhau vi phạm ý chí tự do của một cá nhân để tạo ra một phản ứng mong muốn, ví dụ: một kẻ bắt nạt đòi tiền ăn trưa từ một học sinh hoặc học sinh bị đánh. Những hành động này có thể bao gồm tống tiền, tra tấn, đe dọa buộc phải đưa ra ân huệ hoặc thậm chí tấn công tình dục. Theo luật, ép buộc được pháp điển hóa như một tội phạm cưỡng ép. Những hành động như vậy được sử dụng như đòn bẩy, để buộc nạn nhân hành động theo cách trái với lợi ích của chính họ. Sự ép buộc có thể liên quan đến sự đau đớn / tổn thương thực tế hoặc tổn thương tâm lý để tăng cường độ tin cậy của một mối đe dọa. Mối đe dọa gây tổn hại thêm có thể dẫn đến sự hợp tác hoặc vâng lời của người bị ép buộc.

## Tổng quan
Mục đích của việc ép buộc là để ép nạn nhân phải làm theo ý chí của người khác. Vì lý do này, nhiều nhà triết học xã hội đã coi sự ép buộc là cực đối nghịch với tự do.
Các hình thức ép buộc khác nhau được phân biệt: thứ nhất dựa trên kiểu tổn thương trong đe dọa, thứ hai theo mục đích và phạm vi của nó, và cuối cùng theo tác động của nó, từ đó tác động đến pháp lý, xã hội và đạo đức của nó.

### Thể xác
Ép buộc về thể xác là hình thức cưỡng chế được coi là phổ biến nhất, trong đó nội dung của mối đe dọa có điều kiện là sử dụng vũ lực đối với nạn nhân, người thân hoặc tài sản của họ. Một ví dụ thường được sử dụng là "kê súng vào đầu ai đó" hoặc "kề dao vào cổ họng ai đó" để buộc nạn nhân phải hành động hoặc sẽ bị giết hoặc bị thương. Chúng phổ biến đến mức chúng cũng được sử dụng như phép ẩn dụ cho các hình thức cưỡng chế khác.
Các lực lượng vũ trang ở nhiều quốc gia sử dụng các đội xử bắn để duy trì kỷ luật và đe dọa quần chúng, hoặc phe đối lập, để phục tùng hoặc tuân thủ trong im lặng. Tuy nhiên, cũng có những hình thức cưỡng chế phi vật lý, trong đó thương tích bị đe dọa không ngay lập tức ngụ ý sử dụng vũ lực. Byman và Waxman (2000) định nghĩa sự ép buộc là "việc sử dụng vũ lực bị đe dọa, bao gồm cả việc sử dụng lực lượng thực tế hạn chế để sao lưu mối đe dọa, để khiến kẻ thù hành xử khác với cách khác."  Sự ép buộc trong nhiều trường hợp không phá hủy tài sản hoặc tính mạng vì sự tuân thủ là mục tiêu.

### Tâm lý
Trong ép buộc tâm lý, thương tích bị đe dọa liên quan đến mối quan hệ của nạn nhân với người khác. Ví dụ rõ ràng nhất là tống tiền, trong đó mối đe dọa bao gồm việc phổ biến một thông tin gây tổn hại đến uy tín nạn nhân. Tuy nhiên, nhiều loại khác có thể xảy ra, ví dụ như " tống tiền cảm xúc ", thường liên quan đến các mối đe dọa từ chối hoặc từ chối của một nhóm đồng đẳng hoặc tạo ra cảm giác tội lỗi / nghĩa vụ thông qua sự thể hiện sự tức giận hoặc tổn thương của người mà nạn nhân yêu thương hoặc tôn trọng. Một ví dụ khác là thuyết phục cưỡng chế.
Sự ép buộc tâm lý - cùng với các giống khác - được chính phủ Cộng hòa Nhân dân Trung Hoa sử dụng rộng rãi và có hệ thống trong chiến dịch " Cải cách tư tưởng " năm 1951-1952. Quá trình này - được thực hiện một phần tại "các trường đại học cách mạng" và một phần trong các nhà tù - đã được điều tra và báo cáo bởi Robert Jay Lifton, sau này là Giáo sư nghiên cứu về Tâm thần học tại Đại học Yale: xem Lifton (1961). Các kỹ thuật được sử dụng bởi chính quyền Trung Quốc bao gồm một kỹ thuật bắt nguồn từ liệu pháp tâm lý nhóm tiêu chuẩn, nhằm mục đích buộc các nạn nhân (nói chung là trí thức) tạo ra những "lời thú tội" chi tiết và chân thành. Chẳng hạn, một giáo sư về logic hình thức tên là Chin Yueh-lin - người sau đó được coi là người có thẩm quyền hàng đầu của Trung Quốc về chủ đề của mình - đã bị buộc phải viết: "Triết lý mới [của chủ nghĩa Mác-Lênin ], là khoa học, là sự thật tối cao" [Lifton (1961) tr.   545].